# Carlos Leopoldo de Schlieben
El Conde Carlos Leopoldo de Schlieben (en alemán: Karl Leopold Graf von Schlieben; 3 de febrero de 1723 - 18 de abril de 1788) fue el ministro de Guerra Real prusiano entre 1769 y 1772.

## Primeros años
Nació en Magdeburgo. Su padre era el conde Jorge Adán de Schlieben (en alemán: Georg Adam Graf von Schlieben, 5 de febrero de 1688 - 15 de junio de 1737) y su madre la condesa Catalina Dorotea Finck von Finckenstein.

## Matrimonio e hijos
Contrajo matrimonio con la Condesa María Leonor von Lehndorff el 18 de enero de 1747 en Königsberg. Tuvieron dos hijas:
- Condesa María Carolina de Schlieben (28 de enero de 1752 - 2 de agosto de 1832); desposó a Federico Guillermo von Schlieben
- Condesa Federica Amalia de Schlieben (28 de febrero de 1757 - 17 de diciembre de 1827); desposó, el 9 de marzo de 1780 en Königsberg, al Duque Federico Carlos Luis de Schleswig-Holstein-Sonderburg-Beck y tuvo descendencia. A través de su hijo, el Duque Federico Guillermo de Schleswig-Holstein-Sonderburg-Glücksburg, ella es una ancestro de las Casas Reales de Dinamarca, Grecia, Noruega, y el Reino Unido.

El Conde Carlos Leopoldo murió en Königsberg, Reino de Prusia.

## Descendientes
A través de su hija, Federica, Carlos Leopoldo es un ancestro de Isabel II, Margarita II de Dinamarca, Constantino II de Grecia, Carlos XVI Gustavo de Suecia, Harald V de Noruega, Felipe de Bélgica y Enrique de Luxemburgo.